# Cadillac Gage Commando
El M706 Commando es un automóvil blindado anfibio 4x4 construido por la empresa estadounidense Cadillac Gage. El vehículo ha sido equipado para ser usado en diversos papeles, incluyendo transporte blindado de personal, ambulancia, camión de bomberos, vehículo antitanque y portamortero. Entró en servicio durante la guerra de Vietnam, donde era conocido como el Pato o el V. También fue suministrado a muchos países aliados de Estados Unidos, incluyendo al Líbano y Arabia Saudita, quienes los utilizaron en el primer gran enfrentamiento terrestre de la Guerra del Golfo. Actualmente ya no se produce, habiendo sido en gran parte reemplazado por el M1117, que fue desarrollado como una alternativa más resistente a los Humvee blindados. 

## Diseño y desarrollo
La serie de vehículos V-100 fue desarrollada a inicios de la década de 1960 por la división Terra-Space de la compañía Cadillac Gage. Para 1962, Terra-Space recibió una patente para un vehículo que en aquel entonces solamente era conocido como Commando. El primer prototipo fue construido en 1963 y las versiones de serie entraron en servicio en 1964.
El vehículo está equipado con tracción a las cuatro ruedas y utiliza ejes similares a los empleados en los camiones de la serie M34. El motor es un Chrysler V8 de 360 pulgadas cúbicas y gasolina, el mismo empleado en los primeros modelos del M113. Su caja de cambios manual de 5 velocidades le permite transitar sobre terreno relativamente accidentado. El M706 puede alcanzar una velocidad máxima de 100 km/h en carretera y vadear corrientes de agua a 4,8 km/h. Su blindaje consiste en acero de aleación de alta dureza llamado Cadaloy, que lo protege contra balas de hasta 7,62 mm. Debido en parte a su blindaje, el M706 tiene un peso vacío de más de 7 toneladas. En consecuencia, un problema común del vehículo es la rotura de su eje posterior debido al excesivo peso. Sin embargo, como el blindaje también ofrece el marco estructural monocasco, puede ser más ligero que aquel que se le añade a un vehículo sin blindaje, además el ángulo del blindaje también ayuda a protegerse contra impactos y detonaciones de minas.
El V-100 estaba disponible con torretas cerradas y abiertas. Las opciones de torreta para el prototipo incluían a la T-60, la T-70 y la T-90. La T-60 podía estar armada con dos ametralladoras de 12,7 mm, dos ametralladoras de 7,62 mm, o una de cada calibre, siendo rotada manualmente. Las opciones específicas de ametralladoras de 7,62 mm eran sumamente variadas, las configuraciones de fábrica incluyendo a la Browning M1919A4E1, la M37, la M73, la M219 y la MG42. Posteriormente, la M60 y la FN MAG también fueron añadidas a la lista de opciones. La compañía Cadillac Gage también trató de emplear la versión de ametralladora fija con gatillo solenoide del sistema de armas Stoner 63, pero esta fue descartada luego que las pruebas mostraran que el cartucho de pequeño calibre no era adecuado para dicho propósito.
La T-90 estaba armada con un cañón automático de 20 mm y era rotada mediante un motor eléctrico. La T-70, desarrollada para uso policial, tenía cuatro lanzadores de gas lacrimógeno, visores alrededor de toda su estructura para una visión de 360° y ningún otro tipo de armamento. Las torretas T-70 y T-90 no entraron en producción masiva, mientras que una T-60 modificada, con las ametralladoras instaladas juntas en el centro del mantelete en lugar de sus lados, pasó a ser estándar. También se desarrolló una variante de esta torreta, armada con una ametralladora rotativa General Electric Minigun de 7,62 mm.
Además se desarrolló una variante de torreta abierta con un parapeto central. Se había planeado usar esta variante como un portamortero, pero también se le podía instalar cinco afustes de ametralladoras. Dos irían montadas al frente y una atrás, pudiendo ser tres Browning M2 o Mk 19, con un afuste plegable a cada lado para montar una Browning M1919 o una M60. También se desarrolló una superestructura elevada cerrada "vaina" para convertir al V-100 en un vehículo de mando, o para uso policial. Las variantes policiales tenían troneras especiales alargadas, a fin de tener mejores ángulos de disparo para los lanzagranadas de gas lacrimógeno.

## Uso operativo

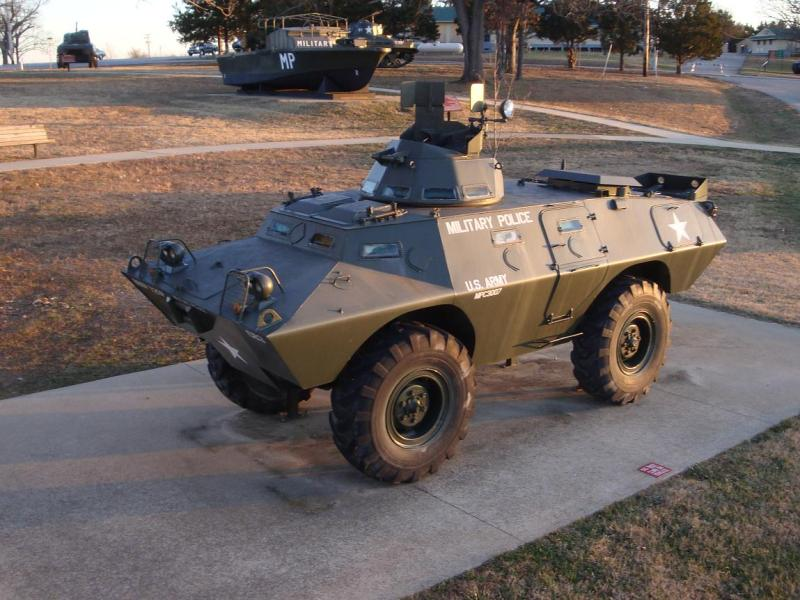
Un M706 en Fort Leonard Wood.

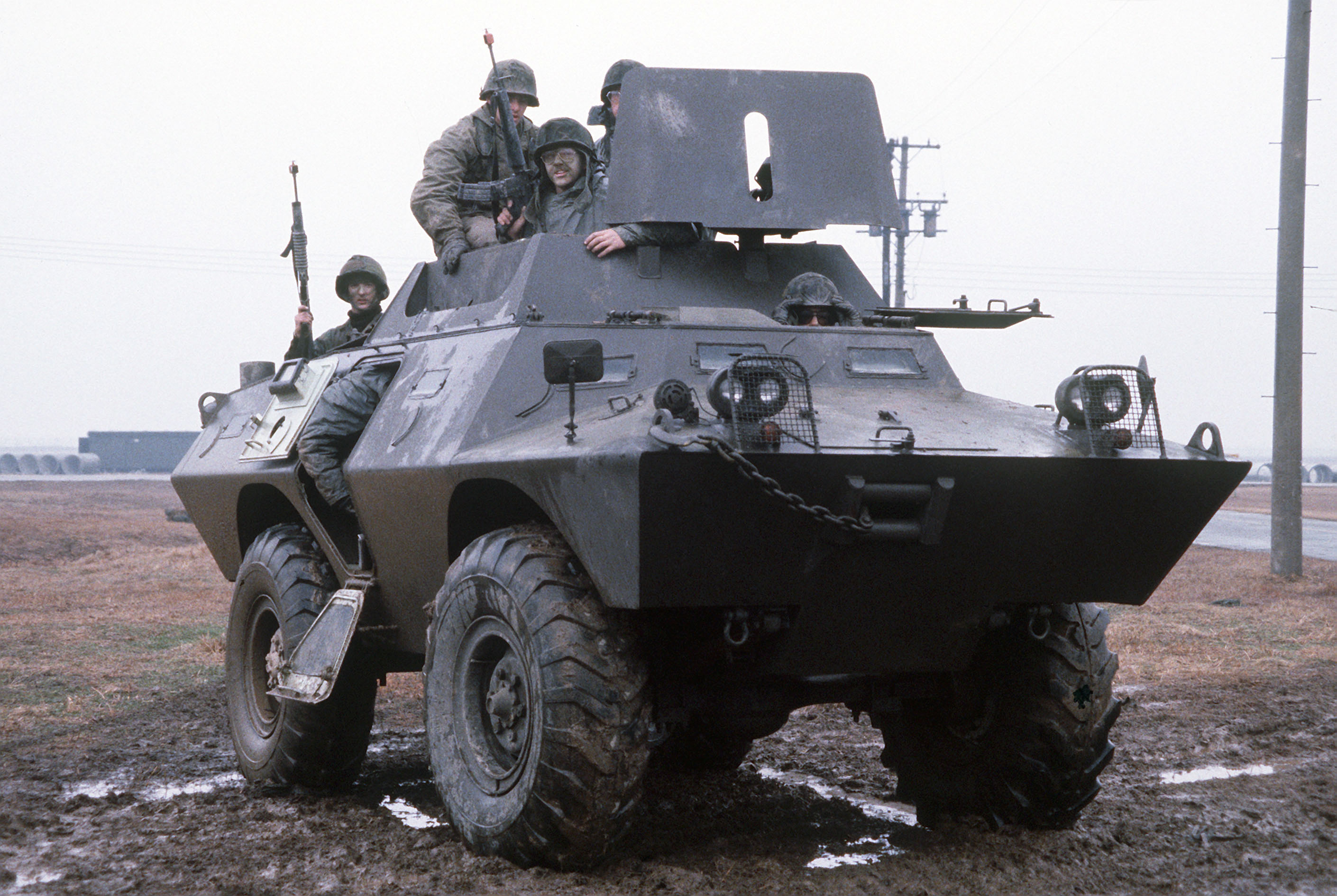
Policías Militares de la Fuerza Aérea de los Estados Unidos a bordo de un V-100 (XM-706E2) durante las maniobras Team Spirit '81.

El Commando fue originalmente desplegado en Vietnam del Sur en setiembre de 1963 para ser empleado por la Policía Militar del Ejército de los Estados Unidos, la Fuerza Aérea de los Estados Unidos y las fuerzas aliadas, inclusive el Ejército de la República de Vietnam (ERVN). Fue introducido en Vietnam como el XM706 Commando al ERVN, que en 1967 había tomado en préstamo tres unidades del Ejército estadounidense. Para finales de 1968, el Ejército estadounidense había comprado su propia versión del automóvil blindado, el XM706E1, más tarde estandarizado como M706. En el Ejército estadounidense fue apodado como el Pato o el V.
Las principales diferencias entre el XM706 y el XM706E1 eran el diseño de las cubiertas de las tapas de los tanques de gasolina, las ventanas laterales, los visores frontales y principalmente, su armamento. El XM706 estaba armado con dos ametralladoras M37 que disparaban el cartucho .30-06 Springfield, mientras que el XM706E1/M706 del Ejército estadounidense estaba armado con dos ametralladoras M73 que disparaban el cartucho 7,62 x 51 OTAN para una mejor compatibilidad con las armas de su arsenal. Por otra parte, el ERVN todavía empleaba diversas armas que disparaban el .30-06 Springfield y tenía grandes cantidades de este cartucho en sus polvorines.
En la práctica, el ERVN descubrió que el armamento estándar de dos ametralladores era insuficiente y con frecuencia instalaba una ametralladora Browning M1919A4 adicional montada sobre un trípode estándar en la escotilla posterior del operador de radio. Varios de sus V-100 también fueron reequipados con la torreta de armamento combinado de una ametralladora M37 y una Browning M2HB de 12,7 mm. En el ERVN, el V-100 fue principalmente empleado por unidades blindadas de Caballería, pero también como parte de los pelotones mecanizados de las Fuerzas Regionales. En comparación a sus contrapartes estadounidenses, los V-100 del ERVN tenían tripulaciones más grandes, incluyendo a un comandante que iba como copiloto y un operador de radio fuera de la escotilla posterior.[cita requerida]

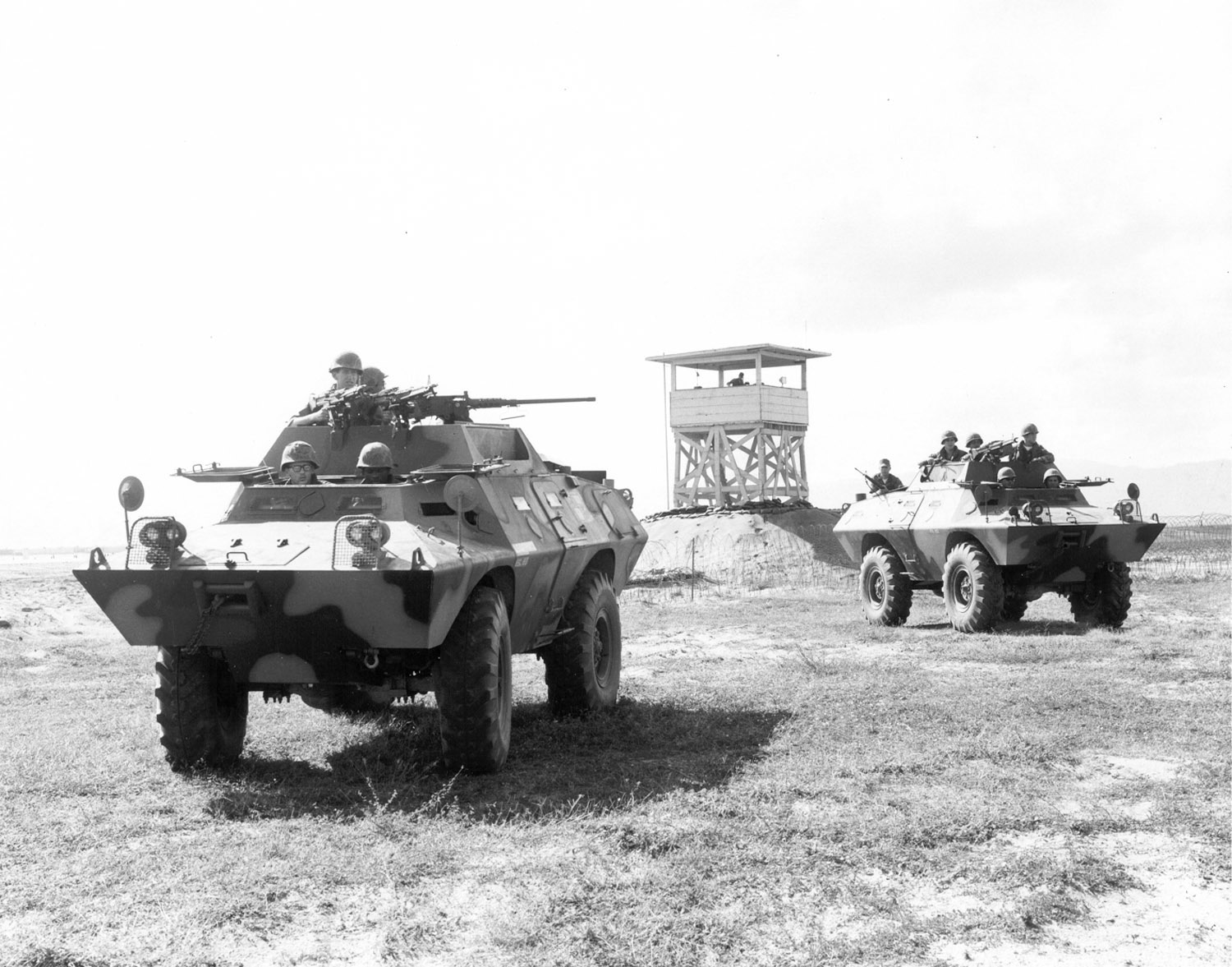
Dos V-100 (XM-706E2) de las Fuerzas de Seguridad de la Fuerza Aérea de los Estados Unidos patrullando, hacia 1968.

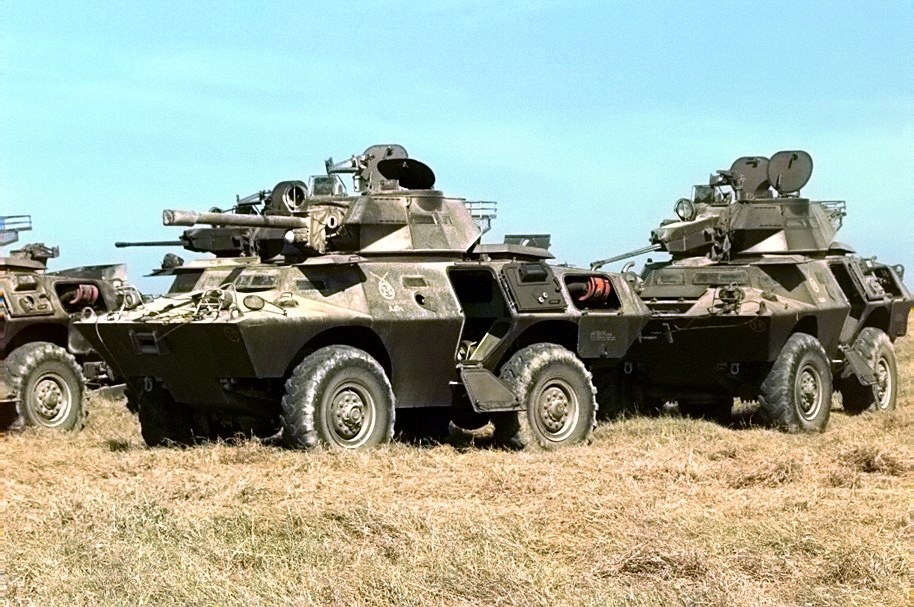
Varios V-150 del Ejército de Haití capturados por el Ejército estadounidense durante la Operación Uphold Democracy, 24 de setiembre de 1994.

Otro modelo, el XM706E2, fue suministrado a la Fuerza Aérea de los Estados Unidos para protección de sus bases, reconocimiento de municiones sin explotar luego de un ataque y desactivación de explosivos. El XM706E2 no tenía torreta, sino un parapeto central abierto. En la práctica, los XM706E2 de la Fuerza Aérea iban armados con una gran variedad de armas, pero la configuración más usual era una ametralladora Browning M2HB de 12,7 mm y una ametralladora M60 de 7,62 mm. Otros equipos eran el lanzagranadas XM174 de 40 mm y faros de búsqueda. El 3.er Grupo Policial de Seguridad de la Fuerza Aérea de los Estados Unidos ubicado en la Base Aérea Clark todavía empleaba el "Pato" como un vehículo de bomberos hasta que recibió los M1026 HMMWV en el otoño de 1988. Los vehículos fueron parcialmente retirados de servicio y empleados en ocasiones como búnkeres de "acero" en las puertas, debido a la dificultad de mantener funcionando los vehículos con una antigüedad de 20 años.[cita requerida]
El V-100 transporta una tripulación máxima de 12. En tareas de patrulla de caminos, escolta de convoyes y defensa de base por parte de la Policía Militar del Ejército estadounidense, usualmente tiene una tripulación de dos: chofer y artillero. El armamento adicional incluye con frecuencia dos o tres ametralladoras Browning M2 o M60 montadas sobre la torreta. A veces también se empleaban otras armas, tales como las ametralladoras rotativas M134. Los pasajeros también podían emplear sus propias armas, disparando a través de las múltiples troneras del vehículo.

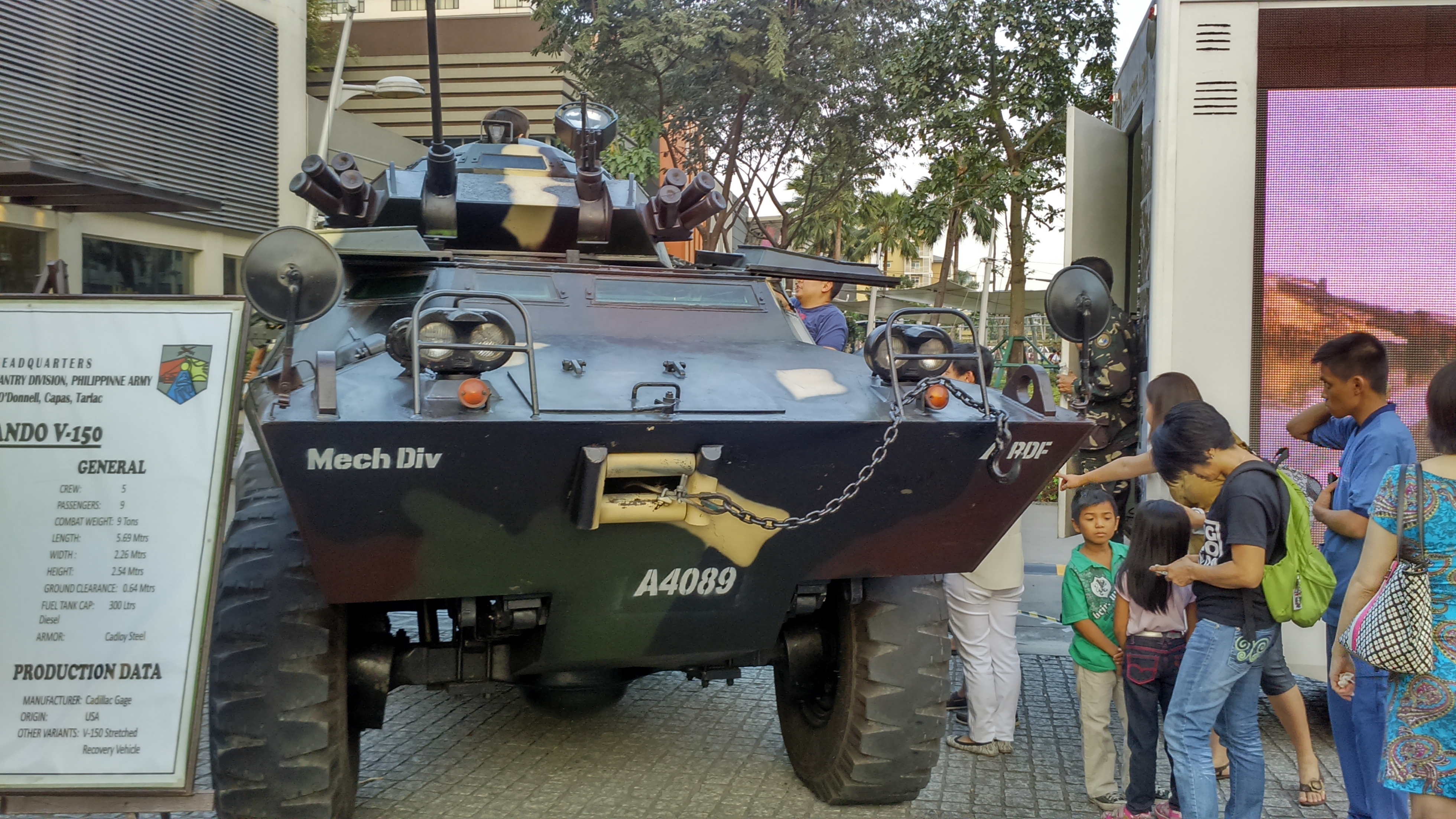
Un V-150 del Ejército filipino, expuesto en Bonifacio Global City.

A pesar de su efectividad durante la Guerra de Vietnam, el Ejército estadounidense empleó de forma limitada sus V-100 después de la guerra, desplegando solamente pequeñas unidades de estos automóviles blindados con los pelotones de la Policía Militar en el Depósito del Ejército Herlong de California durante la década de 1970, o en otras instalaciones similares a lo largo del país. Los V-100 restantes fueron descartados como "blancos duros" en polígonos de tiro para tanques y ametralladoras a lo largo de varias bases militares. Sin embargo, los vehículos supervivientes continúan en servicio con varios ejércitos, tales como el Ejército Popular de Vietnam, el Real Ejército Tailandés la Policía Militar de la República de China, el Ejército Filipino, la Infantería Marina de las Filipinas, la Fuerza de Acción Especial de la Policía Filipina, las Fuerzas Armadas del Líbano, el Ejército Nacional de Venezuela y la Fuerza de Defensa de Jamaica. Fue empleado por el Ejército de Malasia en la Guerra contra la insurgencia comunista (hoy retirado de servicio) y la Real Policía de Malasia (FOG- Pasukan Gerakan Am) lo emplea hasta el presente. El vehículo también es empleado por varias unidades SWAT en Estados Unidos y por las fuerzas de gendarmería de otros países. El V-100 es el predecesor del M1117, que está siendo empleado por el Ejército estadounidense para proteger convoyes y otras tareas en Irak y Afganistán.
Por muchos años, el Departamento de Policía de Los Angeles (LAPD) empleó 2 V-100 para efectuar arrestos de alto riesgo. Este departamento de policía fue el pionero de los equipos SWAT y el primero en emplear el V-100 como un vehículo policial. Usualmente se necesitaba una orden judicial para emplearlos, sin embargo el LAPD los desplegaba sin necesidad de esta. En una emergencia, la División Metropolitana del LAPD podía desplegar un V-100 (apodado "el tanque") en un tiroteo, así como para apoyar a los oficiales. En lugar de equipar a estos vehículos con armas, el LAPD les instaló un ariete de 3 m de largo. El LADP ya retiró de servicio sus V-100.
Hoy en día algunos equipos SWAT de Estados Unidos tienen V-100 parecidos. En el programa de A&E "Detroit SWAT", puede verse un V-100 con ariete siendo empleado con frecuencia por el SWAT de Detroit. La mayoría de los actuales equipos SWAT cuentan con transportes blindados de personal y camionetas blindadas mejor equipados. Sin embargo, en caso de necesidad, el V-100 continúa siendo una valiosa herramienta para hacer una entrada táctica en un edificio, residencia, etc.[cita requerida]

## Variantes

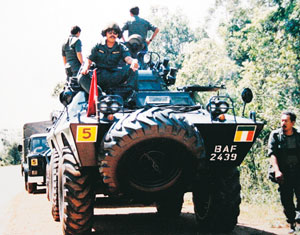
Miembros de la FOG sobre un V-150, durante una opreción en la selva en 1985.

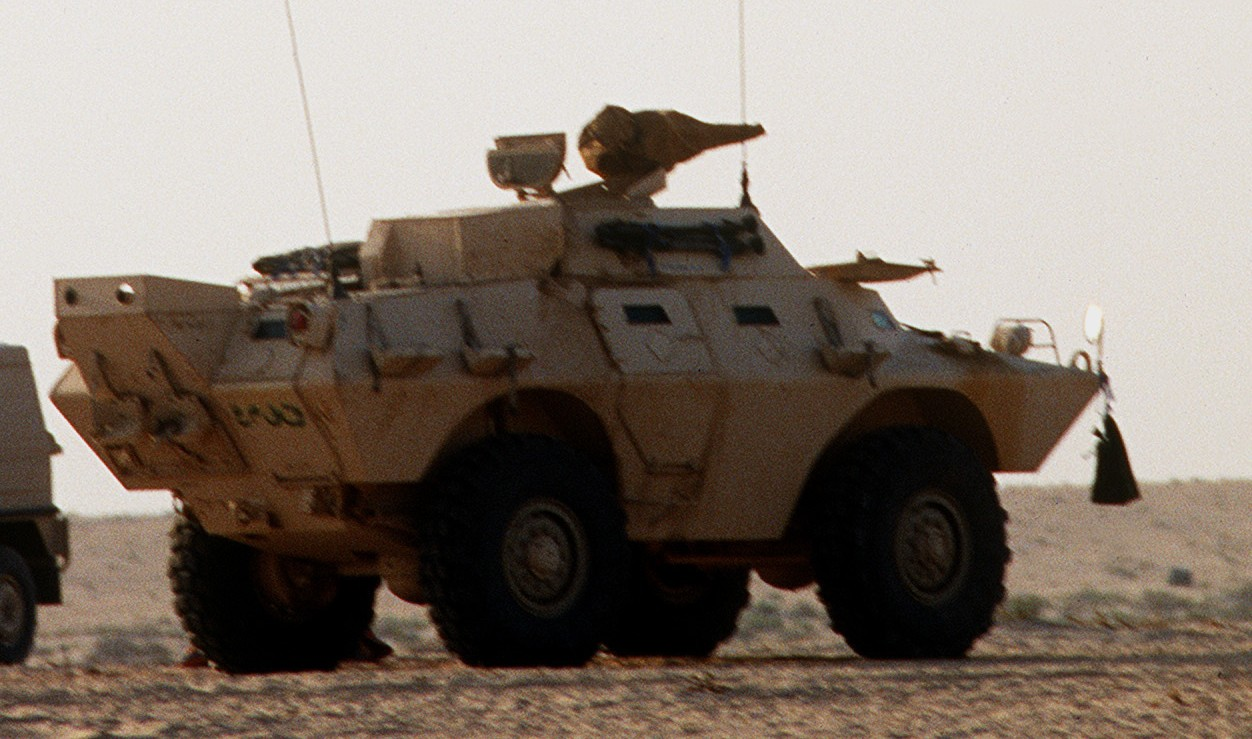
Un V-150 de la Guardia Nacional saudí en 1991.

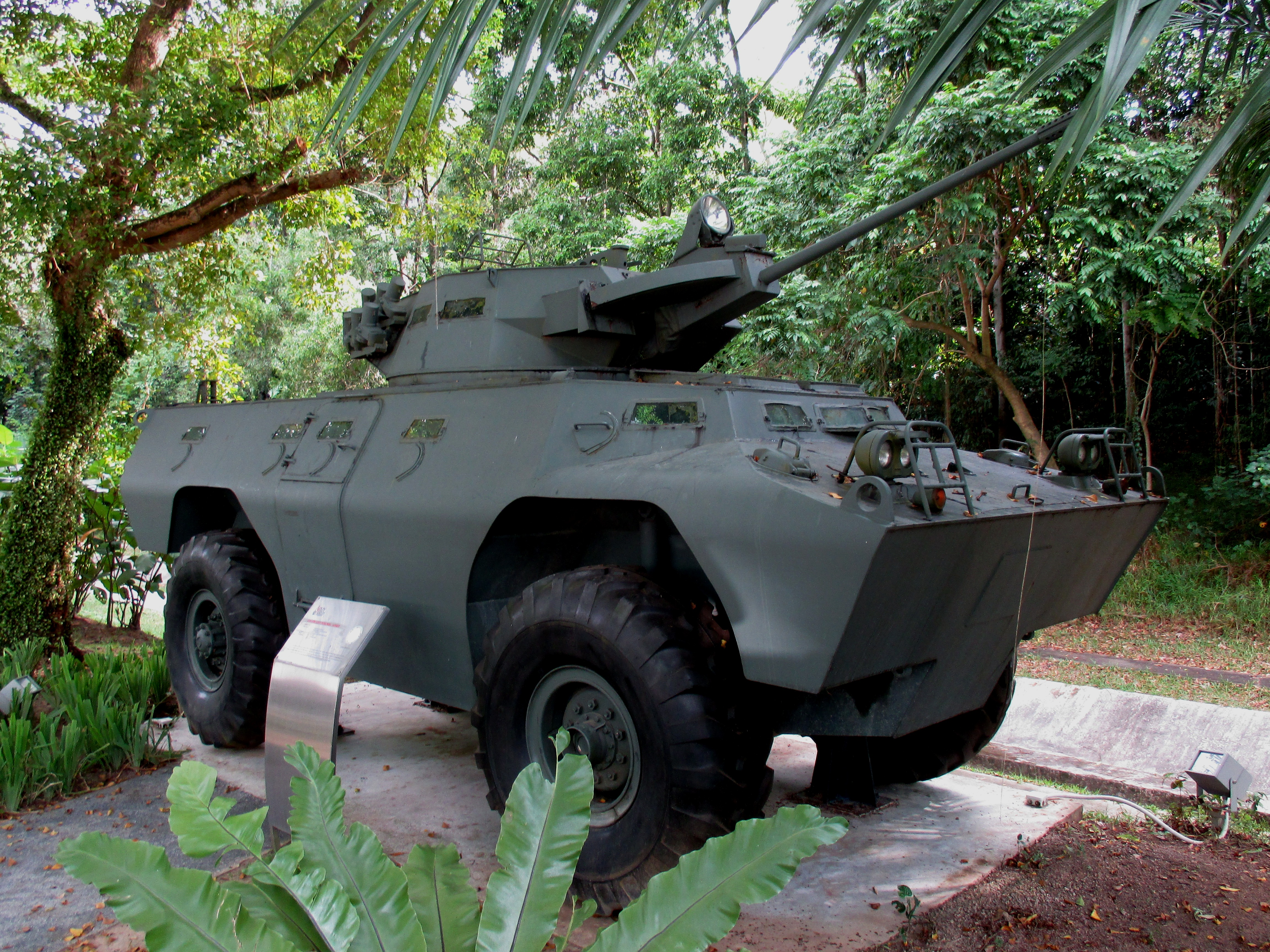
Un V-200 del Ejército de Singapur, armado con un cañón automático de 20 mm.

El Cadillac Gage V-100 básico dio origen a toda una serie de vehículos. Este desarrollo fue continuado incluso después que la producción y posterior desarrollo del sistema fue cedido a la Marine and Land Division de la compañía Textron. Estos incluían vehículos 4x4 actualizados, pero también vehículos agrandados 6x6 que empleaban un diseño similar y algunos componentes básicos.

### V-150
El V-150 era una variante híbrida que en realidad apareció después del V-200 y estaba basado en este, pero tenía algunas características del V-100. Podía ser equipado con motores de gasolina o Diésel, la mayoría de ellos siendo producidos para la Guardia Nacional Saudí. Esta versión fue llamada V-150S. En la Batalla de Khafji, entre 7 y 10 V-150 saudíes ligeramente blindados fueron destruidos al ser empleados junto a tanques AMX-30 para expulsar a las fuerzas blindadas iraquíes de la ciudad en el primer gran enfrentamiento terrestre de la Guerra del Golfo.
En la década de 1980, Portugal actualizó sus Bravia Chaimite (originalmente construidos entre 1967 y 1974) con una torreta armada con un cañón de 90 mm (V-400), pero el Ejército Portugués también compró 15 unidades del V-150 Commando.

### V-200
El V-200 era en esencia una versión agrandada del V-100 y empleaba varias piezas de los camiones de 5 toneladas del Ejército estadounidense. Esta versión fue especialmente construida según las especificaciones de las Fuerzas Armadas de Singapur (FAS) y fabricada exclusivamente para estas. ST Kinetics actualizó la flota singapurense de vehículos V-200 entre 2002 y 2003 -una torreta con sistema de rotación y elevación eléctrico de Moog- además de mejorar el motor y los sistemas de transmisión. En total, las FAS compraron unos 250 V-200, con el Ejército de Singapur (30 V-100 y 40 V-150) manteniendo en reserva los 200 V200 y los otros 50 restantes siendo empleados por la Fuerza Aérea de la República de Singapur para defensa de bases aéreas y también como sistemas de defensa antiaérea de corto alcance. En estos papeles, los vehículos están generalmente armados con lanzamisiles RBS 70 o un cañón Oerlikon 20 mm más ametralladoras FN MAG de 7,62 mm para defensa. En 2006, las FAS decidieron comprar 300 trasportes blindados de personal Terrex para reemplazar a sus V-200 restantes.

### LAV-300
Inicialmente llamado V-300, el LAV-300 es una variante 6x6 diseñada originalmente para el papel de apoyo artillero.

### LAV-600
El V-600 era una versión más pesada del V-300 y estaba destinada al apoyo artillero. La versión principal tenía una torreta armada con un cañón de 105 mm.

### Commando Select 90 mm Direct Fire
El 22 de octubre de 2013, Textron Marine & Land Systems presentó una nueva versión de la serie Commando Select llamada Commando Select 90 mm Direct Fire. Está destinado al creciente papel internacional de un vehículo ágil con blindaje y potencia de fuego. El vehículo está equipado con el sistema de armas Cockerill CSE 90LP de CMI Defence, que es un cañón de 90 mm montado en una torreta biplaza con perfil bajo. La torreta le ofrece al Commando capacidad de combate diurno/nocturno en misiones que van desde combate convencional hasta contrainsurgencia.

## Usuarios

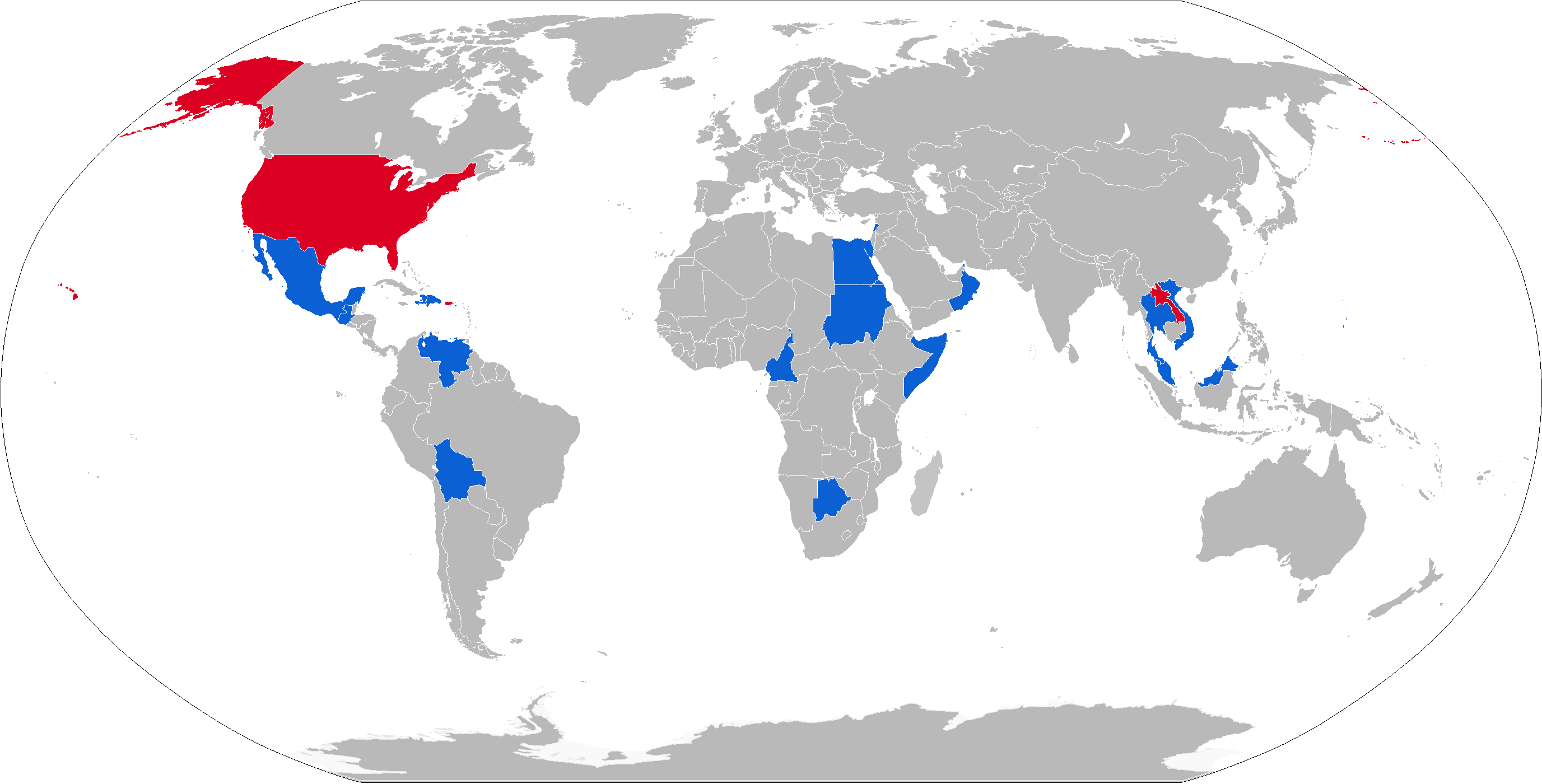
Mapa de los usuarios del V-100 Commando (en azul).

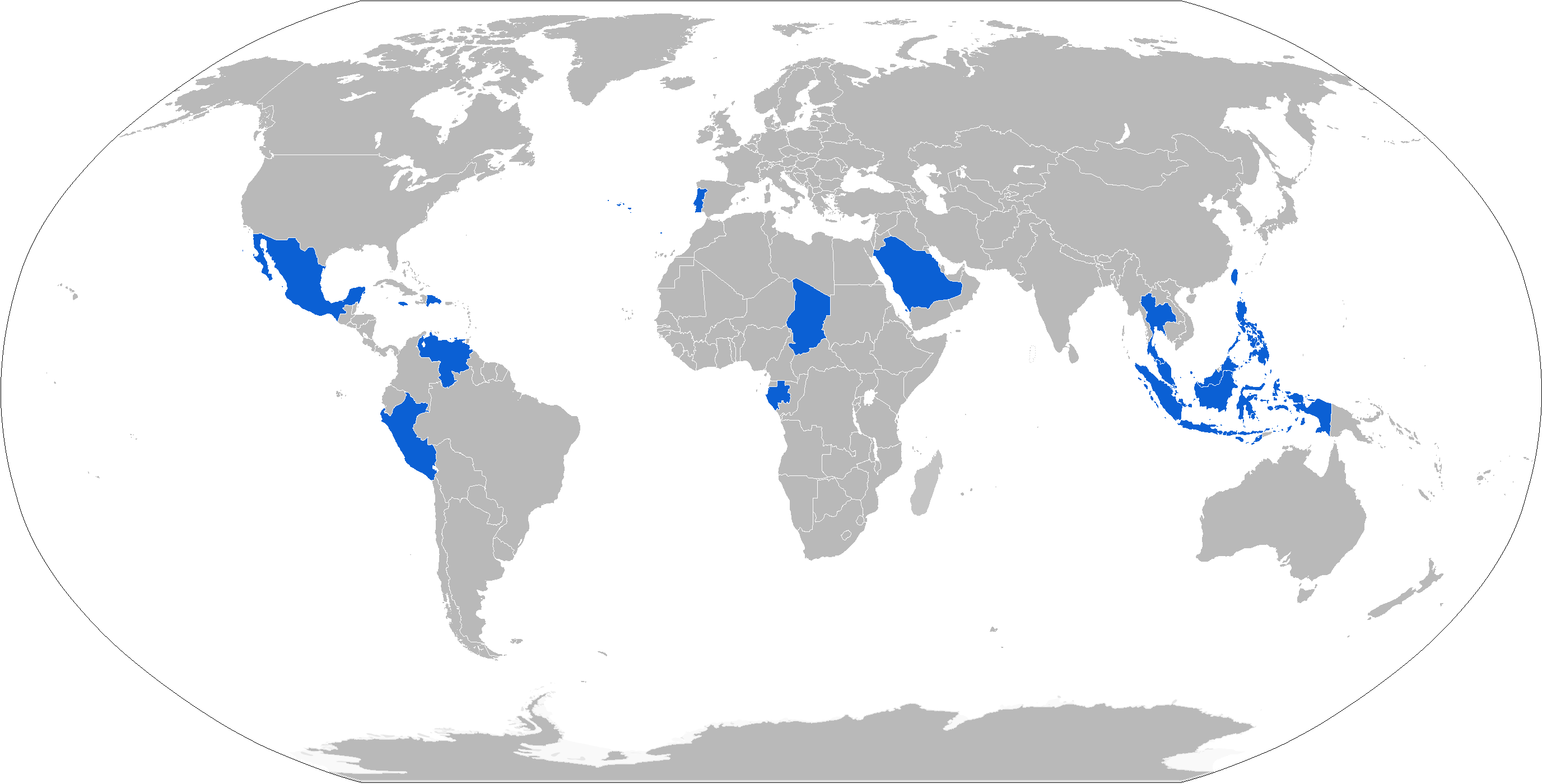
Mapa de los usuarios del V-150 Commando (en azul).

Información proveniente de Cadillac Gage V-100 Commando, 1960–1971

### Actuales

#### V-100
- Bolivia:10[15]
- Camboya[16]
- Guatemala: 7[15]
- Líbano - 9 V-100 en servicio con el Ejército del Líbano (1970-al presente), cedidos a Al-Mourabitoun, las Fuerzas Reguladoras Kataeb y las Fuerzas Libanesas (1976-1990).[17]
- Malasia (aproximadamente 100 V-100)[15]
- Omán: 15[15]
- Singapur (aproximadamente 30 V-100)[15]
- Sudán - 100 unidades operativas.[18]
- Venezuela: 30[15]

#### V-150
- Arabia Saudita: 1,100; 521 para el Ejército saudí and 539 para la Guardia Nacional saudí.[15]
- Botsuana: 14[15]
- Camerún: 51[15]
- Chad: 11[15]
- Egipto: 112[19]
- Etiopía: 12[15]
- Filipinas: 185[15]
- Gabón: 9[15]
- Haití: 6[15]
- Indonesia: 240[15][20]
- Jamaica - 14; serán reemplazados por el Bushmaster Protected Mobility Vehicle[21]
- Malasia (aproximadamente 138 V-150)[15]
- México: 28[15]
- Portugal: 15[11]
- República Dominicana: 8[15]
- Singapur (aproximadamente 40 V-150)[15]
- Somalia: 15[15]
- Sudán: 80[15]
- Taiwán: 300[15]
- Tailandia: 150[15]
- Túnez: 14[15]
- Venezuela: 100[15]

#### V-200
- Singapur (aproximadamente 250 V-200)[15]

### Anteriores

#### V-100
- Estados Unidos – fue reemplazado por el M1117
- Reino de Laos[22]
- Vietnam del Sur: 125[15]

#### V-150
- Panamá: una cantidad desconocida de vehículos V-150 operados por las Fuerzas de Defensa de Panamá, destruidos o capturados durante la invasión de Estados Unidos en 1989

#### V-300
- Panamá: una cantidad desconocida de vehículos V-300 operados por las Fuerzas de Defensa de Panamá, destruidos o capturados durante la invasión de Estados Unidos en 1989

### Civiles

#### V-150
- Turquía: 158 V-150; empleados por la Policía Nacional de Turquía[15]
- Patrulla de Carreteras de Florida (3 V-150).[23]
- Equipo SWAT de la Policía Estatal de Luisiana (1 V-150).[24]
- Departamento de Policía de Opelousas, Louisiana (1 V-150).[25]
- Equipo SWAT de la Oficina del Sheriff del Condado de Linn (1 V-150).[26]
- Equipo del Servicio de Emergencias del Departamento de Policía de Fort Wayne (1 V-150).[27]
- Departamento de Policía de Cranston, Rhode Island (1 V-150).[28]
- Departamento del Sheriff del Condado de Walla Walla (1 V-150)[29]

## Vehículos similares
- M1117 Vehículo blindado de seguridad - un vehículo derivado del Commando, destinado al Cuerpo de Policía Militar del Ejército estadounidense.
- Bravia Chaimite - un vehículo portugués similar al Commando.
- Dragoon AFV - un vehículo producido por Arrowpointe Corporation (ahora General Dynamics Land Division).
- El Berliet VXB-170 francés, que fue construido en un pequeño número para la Gendarmería y para Gabón.
- BOV, un vehículo fabricado en Yugoslavia, que más tarde fue reemplazado por el LOV-1 en algunos países de la antigua Yugoslavia.
- BRDM-2 - vehículo de reconocimiento soviético.